# Hermopolitanska ogdoaden
Ej att förväxla med Gnostiska ogdoaden

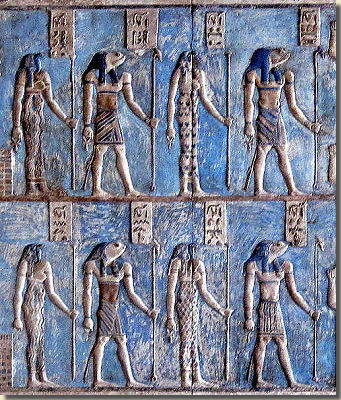
Hermopolitanska ogdoaden.

Den hermopolitanska ogdoaden (ogdoad betyder ungefär  "åttafaldighet") syftar på de åtta gudomarna som ingick i den egyptiska staden Hermopolis version av skapelseberättelsen under forntiden.
Den egyptiska stad som på grekiska bar namnet Hermopolis var inte inflytelserik under Gamla riket, men växte i religiöst inflytande under Mellersta riket och Nya riket. Skapelsemyten från staden beskriver åtta urgudomar, som sedan de frambringat sol- och skaparguden Atum, blir passiva. Ett undantag från denna beskrivning är Amon, som växte i religiös (och politisk) betydelse under Nya riket och Sentiden. 
Listan över ogdoadens åtta gudomar (fyra gudinnor och fyra gudar) varierar något över tid, men följande namn, som är organiserade i par, är vanligt förekommande:
- Nun och Naunet
- Kuk och Kauket
- Heh och Hauhet
- Amon och Amaunet